# Esporte Clube Primavera (São Paulo)
El Esporte Clube Primavera (anteriormente Real Racing Primavera) es un club brasileño de fútbol de la ciudad de Indaiatuba, perteneciente al estado de São Paulo. Actualmente juega en la Serie B (Segunda división) del campeonato paulista. Fue fundado el 27 de enero de 1927 y desde julio de 2007 hasta 2010 fue el equipo filial en Brasil del Real Racing Club de Santander.